# Die Asche meiner Mutter
Die Asche meiner Mutter (englischer Originaltitel: Angela’s Ashes) ist ein autobiographischer Roman von Frank McCourt aus dem Jahr 1996, der von der Kindheit und Jugend des Autors erzählt.

## Handlung
Frank wird 1930 als ältester Sohn irischer Einwanderer in New York geboren. In den nächsten Jahren kommen weitere vier Kinder zur Welt, doch als das Mädchen Margaret kurz nach seiner Geburt 1935 stirbt, entscheiden sich die Eltern auch aufgrund der wirtschaftlichen Großen Depression, zurück nach Limerick zu ziehen.
Dort sieht es jedoch nicht besser aus: Die Verwandten seiner Mutter Angela lehnen den Vater Malachy McCourt aufgrund seiner nordirischen Herkunft ab. Außerdem kann er nicht nachweisen, dass er im Irischen Bürgerkrieg auf Seiten der Republikaner gekämpft hat, so dass er die erhoffte Hilfe als Kriegsveteran nicht bekommt.
Die Familie kann in schäbigen Slum-Behausungen unterkommen, aber ihre Existenz bleibt äußerst armselig, da der Vater, sofern er mal eine Stelle gefunden hat, seine wöchentlichen Lohnauszahlungen größtenteils vertrinkt; ansonsten ist sie von der kargen Sozialhilfe abhängig, die kaum zum Überleben ausreicht. Franks Brüder Oliver und Eugene sterben innerhalb eines Jahres nach der Rückkehr nach Irland, bis 1940 werden jedoch noch zwei weitere Brüder geboren. Die Familie leidet große Not, nur in Ausnahmefällen gelangt die Familie durch Diebstähle der Kinder zu Essen oder Heizmitteln.
Aufgrund des Krieges bekommt Franks Vater eine Stelle in einer englischen Munitionsfabrik, aber abgesehen von einer einmaligen Überweisung kommt keine Unterstützung mehr von ihm. Frank, der immer wieder von Krankheiten und Infektionen geplagt ist, entscheidet sich schließlich, die weiterführende Schule abzubrechen und stattdessen zu jobben, u. a. als Zusteller für die irische Post und für Eason’s, eine große irische Buch- und Zeitschriftenhandlungskette.
Auf einer dieser Zustellungen lernt er ein todkrankes Mädchen kennen, mit dem er seine ersten sexuellen Erfahrungen macht. Zudem arbeitet er heimlich für eine private Geldverleiherin, in deren Auftrag er erfolgreich Mahn- und Drohbriefe formuliert und austrägt. Eines Tages findet er die Geldverleiherin verstorben in ihrer Wohnung auf und nimmt einen Teil des dort vorhandenen Geldes an sich, um seinen langgehegten Traum, nämlich die Passage zurück nach New York, verwirklichen zu können. Das Buch endet mit der Ankunft des Transportschiffes in New York.

## Erzählstil
Der Erzählstil in Die Asche meiner Mutter besteht aus einer Mischung von naiver Kindersicht und distanzierter, teilweise humorvoller Sprache, was zusammen oft eine tragikomische Stimmung erzeugt. Die Bedeutung des Titels wird nicht ganz klar; erst im direkt danach ansetzenden Nachfolgewerk Tis (deutscher Titel: Ein rundherum tolles Land) erzählt McCourt ganz zum Schluss, wie er und sein ältester Bruder Malachy, die es beide letztlich in Amerika zum Erfolg gebracht haben, 1985 die Asche ihrer inzwischen verstorbenen Mutter über den Gräbern eines Friedhofes in Limerick in der Luft verstreuen.

## Auszeichnungen
Mit dem Buch gewann der Autor 1997 den Pulitzer-Preis.  Der Roman wurde 1999 von Alan Parker als Die Asche meiner Mutter verfilmt.

## Reaktion auf das Buch
Während das Buch eine große Leserschaft fand und mit Preisen ausgezeichnet wurde, gab es vor allem aus Limerick Kritiken, McCourt habe in seinen Erinnerungen die Stadt und die damalige Zeit unzutreffend und beleidigend beschrieben.